# Котиковське сільське поселення
Ко́тиковське сільське поселення (рос. Котиковское сельское поселение) — сільське поселення у складі Вяземського району Хабаровського краю Росії.
Адміністративний центр — село Котиково.

## Населення
Населення сільського поселення становить 535 осіб (2019; 578 у 2010, 624 у 2002).

## Склад
До складу сільського поселення входять:
| Населений пункт | Населення, осіб (2002) | Населення, осіб (2010) |
| --------------- | ---------------------- | ---------------------- |
| Гедіке, селище  | 23                     | 13                     |
| Котиково, село  | 597                    | 564                    |
| Розкош, село    | 4                      | 1                      |